# 板房子镇
板房子镇，是中华人民共和国陕西省西安市周至縣下辖的一个乡镇级行政单位。

## 行政区划
板房子镇下辖以下地区：
高潮村、长坪村、太平河村、清水河村、东石门村、庙沟村、红旗村、新红村和齐心村。